# Permette? Rocco Papaleo
Permette? Rocco Papaleo (br: Rocco Papaleo / pt: Um italiano em Nova Iorque) é um filme ítalo-francês de 1971, do gênero comédia dramática, dirigido por Ettore Scola.

## Elenco
- Marcello Mastroianni.... Rocco
- Lauren Hutton.... Jenny
- Pompeo Capizzano
- André Farwagi
- Nicole Gabucci
- Peter Goldfarb
- Brizio Montinaro
- Paola Natale
- Margot Novak
- Tom Reed
- Umberto Travaglini